# UGC 10396
Arp 66 = UGC 10396 ist eine Spiralgalaxie im Sternbild Draco, welche etwa 284 Millionen Lichtjahre von der Milchstraße entfernt ist.
Halton Arp gliederte seinen Katalog ungewöhnlicher Galaxien nach rein morphologischen Kriterien in Gruppen. Diese Galaxie gehört zu der Klasse Spiralgalaxien mit einem kleinen Begleiter hoher Flächenhelligkeit auf einem Arm (Arp-Katalog).